# المتمة شرق الكاملين
المتمة شرق الكاملين، هي قرية من قرى محافظة البطانة موقعها علي الضفة اليمنى للنيل الازرق بين مدينة الهلالية جنوبا ومدينة ودراوة شمالا، وهي من حواضر مملكة العبدلاب. كانت قديما تسمي بـ (تكيلات ود شنيبو)، عدد سكانها حوالي 5000 نسمة وأغلب سكانها يمتهنون الزراعة. بها بعض المدارس ومركز صحي.
أشهر الأسر فيها أسرة الجزولي عباس 